# Basananthe polygaloides
Basananthe polygaloides je biljka iz porodice Passifloraceae, roda Basananthe. Sinonim za ovu biljku je Tryphostemma polygaloides Hutch. & K. Pearce, 1921.
Raste u Južnoj Africi, u pokrajini Natalu.

## Vanjske poveznice
- Basananthe na Germplasm Resources Information Network (GRIN)  Arhivirana inačica izvorne stranice od 5. svibnja 2009. (Wayback Machine), SAD-ov odjel za poljodjelstvo, služba za poljodjelska istraživanja.